# Dennis Rader
Dennis Lynn Rader, kallad BTK-mördaren, född 9 mars 1945 i Pittsburg, Kansas, är en amerikansk seriemördare, som mellan 1974 och 1991 mördade tio personer i Sedgwick County i Kansas. Sedan 2005 avtjänar han tio livstidsdomar på El Dorado Correctional Facility i närheten av El Dorado i Kansas.

## Uppväxt och biografi
Rader föddes i Pittsburg i Kansas men flyttade tidigt till Wichita. Han är äldst bland sina syskon och har fyra bröder. Enligt rapporter och enligt hans egen utsago var han som ung djurplågare. Han hade även en fetisch för damunderkläder och brukade stjäla dem för att bära dem själv. Han brukade klä sig i nattlinnen, nylonstrumpor och behåar, binda sig själv och fotografera sig själv.
Mellan åren 1963 och 1966 studerade Rader vid Kansas Wesleyan University för att sedan ta värvning i det amerikanska flygvapnet. Han avslutade sin tjänstgöring där 1970. I maj 1971 gifte han sig med Paula Dietz med vilken han fick två barn. Han var aktiv i Christ Lutheran Church i Wichita och hade varit scoutledare.
Efter återkomsten från militären vidareutbildade han sig vid Butler County Community College i El Dorado och avlade 1973 högskoleexamen i elektronik. Han fortsatte sina studier vid Wichita State University och examinerades 1979 med en kandidatexamen inom juridik. Rader fick arbete som montör för en firma som tillverkade campingutrustning. Mellan 1974 och 1988 arbetade han för Wichitabaserade säkerhetsföretaget ADT Security Services för vilka han bland annat installerade hemmalarm.
Runt 1990 slutade Rader på säkerhetsföretaget för att istället bli hundfångare. Grannar och kunder vittnar om en mycket strikt och ofta paragrafryttaraktiv Rader som omhändertog hundar utan anledning.

## Morden
Rader begick sina första mord den 15 januari 1974 när han mördade familjen Otero: Joseph 38 år, Julie 34 år, Josephine 11 år och Joseph jr. 9 år. Kropparna påträffades samma dag och samtliga var strypta förutom Josephine, som var hängd i ett rör. Man fann även Raders sperma på hennes ben. Den 4 april 1974 mördades 21-åriga Kathryn Bright genom flera knivhugg i rygg och buk: detta var BTK:s enda mord där han inte ströp sitt offer. Under oktober 1974 skickade Rader ett brev till en TV-station, KAKE-TV, där han i detalj återgav morden på familjen Otero. Mellan 1974 och 1979 kommunicerade Rader med TV-stationen och gav själv förslag på namn på sig själv. Förkortningen BTK (Bind, Torture, Kill), vilket var hans modus operandi, blev det smeknamn som han fastnade för.
Det dröjde ända till den 17 mars 1977 innan han slog till igen, då han mördade 24-åriga Shirley Vian genom att strypa henne med ett rep. Han band en plastpåse över hennes huvud och onanerade medan hon kvävdes till döds. Den 8 december 1977 mördas 25-åriga Nancy Fox, också hon genom strypning, men denna gång med ett bälte. Dennis Rader syntes inte till på flera år efter, men 6 april 1985 begick han ännu ett mord. Han ströp 53-åriga Marine Hedge till döds med sina bara händer. Lite mer än ett år senare, den 16 september 1986, mördade han den 28-åriga Vicki Wegerle med en nylonstrumpa. Raders tionde och sista offer blev 62-åriga Dolores E. Davies, som den 19 januari 1991 ströps till döds, återigen med en nylonstrumpa.

### Offer
| Namn              | Ålder | Dödsdatum         | Dödsorsak  |
| ----------------- | ----- | ----------------- | ---------- |
| Joseph Otero      | 38    | 15 januari 1974   | Kvävd      |
| Julie Otero       | 33    | 15 januari 1974   | Strypt     |
| Joseph Otero, Jr. | 9     | 15 januari 1974   | Kvävd      |
| Josephine Otero   | 11    | 15 januari 1974   | Hängd      |
| Kathryn Bright    | 21    | 4 april 1974      | Knivhuggen |
| Shirley Vian      | 24    | 17 mars 1977      | Strypt     |
| Nancy Fox         | 25    | 8 december 1977   | Strypt     |
| Marine Hedge      | 53    | 27 april 1985     | Strypt     |
| Vicki Wegerle     | 28    | 16 september 1986 | Strypt     |
| Dolores E. Davis  | 62    | 19 januari 1991   | Strypt     |

## Gripandet
Rader begick inga fler mord men fortsatte att kommunicera med polisen. Under mars månad 2004 skickades inte mindre än 11 brev till polisen i Wichita från BTK; i ett av dessa fann man en fotokopia på Vicki Wegerles körkort och bilder från brottsplatsen. Under 2005 fortsatte kontakterna mellan polisen och Rader; han hade framfört ett önskemål om att i fortsättningen leverera sina brev i digitalt format på diskett och hade frågat polismyndigheten om de kunde spåra detta. Polisen svarade att de inte hade kapacitet till sådan spårning för att få mördaren att begå ett avgörande misstag. Disketten skickades och polisen kunde snart ringa in Rader. Man spårade disken till Christ Lutheran Church i Wichita och att användaren använde namnet Dennis. Efter en enkel sökning på nätet visade det sig att Christ Lutheran Churchs kyrkoråds ordförande hette Dennis Rader.
Rader greps i februari 2005 i Kansas, misstänkt för tio mord mellan 1974 och 1991. Eftersom Kansas återinförde dödsstraffet (giftinjektion) igen 1994 och alla morden begicks före detta årtal kunde han inte dömas till döden, så Rader dömdes den 18 augusti 2005 till tio livstidsdomar utan möjlighet till villkorlig frigivning. Han avtjänar sitt straff på El Dorado Correctional Facility i Kansas.
När Raders brott uppdagades lämnade hans fru omedelbart in en ansökan om skilsmässa. Domaren bortsåg från de 60 dagarnas väntetid och beviljade skilsmässan med omedelbar verkan.

## Populärkultur

### Filmatiseringar
- The Hunt for the BTK Killer från 2005 med Gregg Henry som Rader.
- B.T.K. Killer från 2005.
- B.T.K. från 2009 med Kane Hodder som Rader.
- Feast of the Assumption: The Otero Family Murders, en dokumentärfilm från 2010.
- Mindhunter, TV-serie från 2017 till 2019 med Sonny Valicenti som Rader.

### Musik
- Brutal death metal-bandet Suffocations självbetitlade album Suffocation från 2006 innehåller låten "Bind Torture Kill".
- Doom metal-bandet Church of Miserys album Thy Kingdom Scum från 2013 innehåller låten "B.T.K. (Dennis Rader)".
- På thrash metal-bandet Exodus album Blood In, Blood Out från 2014 återfinns låten "BTK".